# کردهای فرانسه
کردهای فرانسه به معنای کردهای مهاجر یا متولد کشور فرانسه است.
کردهای فرانسه ۱۵۰٬۰۰۰ نفر جمعیت دارند. کردهای فرانسه دومین جمعیت مهاجر کردها را پس از آلمان تشکیل می‌دهند.

## تاریخچه
کارگران کرد در دهه ۱۹۶۰ میلادی از ترکیه به فرانسه مهاجرت کردند. هزاران پناهنده کرد در دهه ۱۹۶۰ از ترکیه و پس از آن از ایران و عراق به فرانسه مهاجرت کردند. کردهای زیادی نیز پس از جنگ داخلی سوریه به فرانسه پناهنده شدند.

## افراد معروف
- آمیرا کاسار: هنرپیشه و مانکن
- لیلا اعظم زنگنه: نویسنده
- زانا علی: بازیکن فوتبال